# Niphotragulus leonensis
Niphotragulus leonensis är en skalbaggsart som beskrevs av Stefan von Breuning 1970. Niphotragulus leonensis ingår i släktet Niphotragulus och familjen långhorningar.
Artens utbredningsområde är Sierra Leone. Inga underarter finns listade i Catalogue of Life.